# Gallicanisme
Het gallicanisme is de benaming voor een geheel van opvattingen die op grond van historische, politieke en theologische motieven, binnen de Franse Katholieke Kerk een aantal voorrechten opeiste ten bate van de Franse kroon, ten nadele van het centraal pauselijk gezag. Deze opvatting stond tegenover het ultramontanisme, dat de paus meer macht toekent.
Het gallicanisme dateert uit de 17de eeuw en vond onder de regering van Lodewijk XIV zijn scherpste uitdrukking in de Gallicaanse Artikelen die door Jacques-Bénigne Bossuet in 1682 werden opgesteld:
1. Aan de pausen is alleen volmacht gegeven over geestelijke zaken.
2. In de uitoefening van de volheid van de geestelijke macht zijn de pausen onderworpen aan het gezag van een algemeen concilie.
3. Bij de uitoefening van zijn macht moet de paus de instellingen, regels en gebruiken van de Franse Kerk en het Franse rijk onverkort handhaven.
4. In zaken van geloof heeft de paus een hoofdaandeel en zijn decreten gelden voor de gehele Kerk, maar ze zijn niet onherroepelijk, tenzij de instemming van de gehele Kerk gegeven is.

Deze artikelen dreigden een aanleiding te worden tot een formeel schisma en werden door paus Alexander VIII (1689-1691) verworpen.  Ze werden door Lodewijk XIV in 1693 ingetrokken, maar bleven geregistreerd in de akten van de parlementen, zodat de Gallicaanse beginselen hun geldigheid behielden tot de Franse Revolutie (1789).
In 1801 sloten Pius VII en Napoleon een concordaat, maar door zijn eigenmachtige optreden nam Napoleon vele gedane concessies terug. In de 19de eeuw leidde het centraliserende streven van paus Pius IX (1846-1878) tot de bijeenroeping van het Eerste Vaticaans Concilie (1869–1870), waar het dogma van de pauselijke onfeilbaarheid werd geformuleerd en bevestigd. Hoewel een aantal Franse bisschoppen zich vóór het concilie tegenstanders van dit dogma had getoond, hebben ze het na de afkondiging allen aanvaard.  Daarmee kwam binnen de Rooms-Katholieke kerk een einde aan het gallicanisme.
Voor enkele kerkgemeenschappen was dit echter aanleiding om te breken met Rome en zich aan te sluiten bij de oudkatholieke kerken, die het gezag van de paus niet erkennen; sommige van deze afsplitsingen in Frankrijk noemden zich gallicaans.